# Łukowiec (voivodato de Mazovia)
Łukowiec es un pueblo de Polonia, en Mazovia. Se encuentra en el distrito (Gmina) de Parysów, perteneciente al condado (Powiat) de Garwolin. Se encuentra aproximadamente a 3 km al noroeste de Parysów, 10 km al norte de Garwolin, y a 53 km al sureste de Varsovia. 
Entre 1975 y 1998 perteneció al voivodato de Siedlce.